# Jean Lartéguy
Jean Lartéguy, pseudônimo de Jean Pierre Lucien Osty (Aumont-Aubrac, 5 de setembro de 1920 – Paris, 23 de fevereiro de 2011), foi um escritor, jornalista e correspondente de guerra francês. Ele foi o autor do romance Les Centurions, que originou o filme Lost Command, lançado em 1966 e dirigido por Mark Robson.

## Obras
Anos 1950
- Du sang sur les collines 1954, Gallimard, romance.
- La Ville étranglée (1955), Julliard, roman - Prémio Wartburg de Literatura 2012 (a título póstumo).
- Les Âmes errantes (1956), Albin Michel, romance
- La Tragédie du Maroc interdit (1957), Éditions les 4 fils Aymon
- Les Clefs de l'Afrique: femmes, confréries et fétiches (1957), Albin Michel (título alternativo: Clefs pour l'Afrique)
- Sahara an I (1958), Gallimard

Anos 1960
- Les dieux meurent en Algérie (1960), Éditions de la pensée moderne, (1998) Tesouro do património (textos de Jean Lartéguy, fotos de Marc Flament)
- Les Centurions (1960), Presse de la Cité
- La Grande Aventure de Lacq (1961), Gallimard
- Les Prétoriens (  1961), Presses de la Cité
- Le Mal jaune, roman, (1962), Presses de la Cité (Primeira parte Hanoï ou la ville étranglée e Deuxième partie Saigon ou les âmes errantes); (1965), Pocket.
- Les Baladins de la Margeride (1962), Presses de la Cité; (1965), Cercle du Bibliophile; (1969), Pocket
- Les Mercenaires (1963), Presses de la Cité, roman (paru d'abord sous le titre « Du sang sur les collines », sans aucun succès, réédité avec le nouveau titre à la suite du succès des « Centurions »)
- As Quimeras Negras - no original Les Chimères noires (1963), Presses de la Cité, roman (édition poche en 1967)
- Guerre d'Algérie, dois volumes

1. Les Centurions, 1964), Pocket, romance
2. Les Prétoriens (1964), Pocket, romance

- Le Paravent japonais (1964), Raoul Solar, reportagem
- Les Tambours de bronze (1965), Presses de la Cité, romance
- Un million de dollars le Viet (1965), Raoul Solar Éditeur
- Sauveterre (1966), Presses de la Cité; (1970), Pocket
- Les Guérilleros (1967), Raoul Solar; (1972) Pocket, reportagem
- Les Murailles d'Israël (1968), Pocket, história
- Les Centurions du Roi David Photographies Alain Taieb (1968), La Pensée Moderne, álbum
- Ces voix qui nous viennent de la mer (1969) Solar/éditeur
- Tout homme est une guerre civile, dois volumes

1. Le Prêtre astronome (1969), Presses de la Cité
2. Les Libertadors (1970), Presses de la Cité

Anos 1970
- Voyage au bout de la guerre, (1971), Presses de la Cité
- Lettre ouverte aux bonnes femmes (1972), Albin Michel;
- Le Protecteur (1972), Mercure de France, théâtre
- Enquête sur un crucifié (1973), J'ai Lu, romance
- Les Rois mendiants (1975), romance
- L'Adieu à Saïgon (1975), Presses de la Cité, Paris
- Tout l'or du diable (1975), Presses de la Cité.
- Fiu-Tahiti, la pirogue et la bombe, Presses de la Cité, 1976
- Les Rois mendiants (1977), J'ai Lu, romance
- La Guerre nue (1977), Pocket. Esta é uma colectânea de entrevistas com François Poli, autobiográfica.
- Le Dragon, le Maître du ciel et ses Sept Filles (1978), éditions G.P.
- Les Naufragés du soleil, três romances

1. Le Gaur de la rivière noire (1978), J'ai Lu, romance

- La Fabuleuse Aventure du peuple de l'opium (1979), Presses de la Cité

Anos 1980
1. Le Cheval de feu (1980), J'ai Lu, romance
2. Le Baron céleste (1982), J'ai Lu, romance

- Dieu, l'Or et le Sang (1980), Presses de la Cité
- Le Commandant du Nord (1982), Presses de la Cité, romance
- Liban - 8 jours pour mourir (1984), Presses de la Cité
- Marco Polo espion de Venise (1984), Pocket
- Soldats perdus et fous de Dieu, Indochine 1954-1955 (1986), Presses de la Cité
- L'Or de Baal (1987), Gallimard
- Tahiti (1988), Pocket
- L'Ombre de la guerre, dois volumes

1. Le Joueur de flûte, Presses de la Cité, 1989

Anos 1990
1. La Saltimbanque, Presses de la Cité, 1990

- Le Roi noir, (1991), éditions de Fallois, romance
- Triple jeu: L'espion Déricourt (1992), Laffont
- Mourir pour Jérusalem (1995), éditions de Fallois, história

Compilações
- Récits de guerre (1989), Omnibus, compilação
  - Les Mercenaires, Les Centurions, Les Prétoriens, Le Mal jaune, Les Tambours de bronze
- Le Mal d'Indochine (1994), Omnibus, compilação
  - Enquête sur un crucifié, L'Adieu à Saigon, Les Naufragés du soleil
- La Nuit africaine (1996), Omnibus, compilação
  - Les Chimères noires, Les Rois mendiants, Le Commandant du Nord, Le Roi noir
- Indochine (2004), Omnibus, compilação